# اچ‌ام‌اس اینویسیبل (۱۷۶۵)
اچ‌ام‌اس اینویسیبل (۱۷۶۵) (به انگلیسی: HMS Invincible (1765)) یک کشتی بود که طول آن ۱۶۸ فوت ۶ اینچ (۵۱٫۳۶ متر) بود. این کشتی در سال ۱۷۶۵ ساخته شد.